# Backward Castes United Front
Backward Castes United Front (Frente Unido de Castas Retrasadas) es un partido político en el estado indio de Andhra Pradesh. Fue fundado en febrero de 2004. Su presidente es P. Ramakrishnaiah. El partido trabaja para las Backward Castes, por ejemplo estableciendo reservas para mujeres de castas retrasadas.
En las elecciones estatales en Andhra Pradesh en 2004, el BCUF presente siete candidatos, pero ninguno llegó a ser elegido. El mejor resultado fue en Kodad, donde su candidato obtuvo 1.187 votos (0,76%).